# Dwa tygodnie na miłość
Dwa tygodnie na miłość (ang. Two Weeks Notice) – amerykańska komedia romantyczna.

## Obsada
- Sandra Bullock – Lucy Kelson
- Hugh Grant – George Wade
- David Haig – Howard Wade
- Alicia Witt – June Carter
- Dana Ivey – Ruth Kelson
- Robert Klein – Larry Kelson
- Heather Burns – Meryl Brooks
- Dorian Missick – Tony
- Jonathan Dokuchitz – Tom
- Veanne Cox – Melanie Corman
- Janine LaManna – Elaine Cominsky
- Iraida Polanco – Rosario
- Charlotte Maier – Helen Wade
- Katheryn Winnick – Tiffany
- Jason Antoon – Norman
- Wynter Kullman – Tyler
- Francie Swift – Lauren Wade
- Mark Feuerstein – Rick Beck
- Mark Zeisler – Pan Lowell
- Nadine Mozon – Pani Gonzales
- Sharon Wilkins – Polly St. Clair

### Epizodyczne role zagrali
- Donald Trump jako on sam
- Norah Jones jako ona sama